# Scuola serale

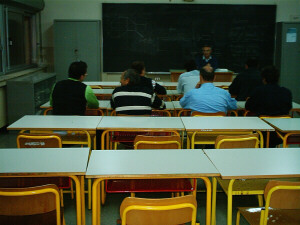
Classe serale

La scuola serale, nella sua accezione classica, è un'istituzione strutturata a strumento di educazione e formazione umana e professionale delle persone adulte, ed è intesa modernamente come soluzione che permette al discente adulto di istruirsi al di fuori dagli orari di lavoro diurni.

## Storia
Le prime scuole serali iniziarono a diffondersi a partire dalla prima metà del XIX secolo nei paesi economicamente progrediti, sotto la spinta delle prime lotte civili organizzate dai movimenti laburisti, col fine principale di attaccare a fondo l'analfabetismo, anche attraverso importanti azioni filantropiche.
Le prime scuole serali presero corpo in forme di istruzione popolare a livello di istruzione elementare, e, nonostante la scarsezza di insegnanti, si affermarono attraverso il procedimento didattico del mutuo insegnamento (o insegnamento reciproco) che ebbe origine per opera degli inglesi Andrew Bell e Joseph Lancaster. Determinanti furono le idee del riformatore danese Nicolai Frederik Severin Grundtvig che ebbero seguito, già nei primi decenni dell'Ottocento, nell'opera del maestro Christen Mikkelsen Kold.
Inizialmente i corsi delle scuole serali, svolti nelle ore pomeridiane e serali, erano prevalentemente frequentati da contadini e operai, ma anche da fanciulli assoggettati al lavoro minorile, tutti desiderosi di apprendere, impegnati in un percorso di crescita civile e di riscatto sociale.
Sul finire dell'Ottocento, a fronte di una esigenza sociale sempre più sentita di fornire un completamento nell'educazione tecnica e professionale di contadini, artigiani ed operai, si diffusero nelle grandi città industriali e portuali le scuole tecniche serali e le scuole domenicali festive. Queste ultime, impostate come corsi di complemento alle officine, erano aperte solo di domenica. Successivamente, tali corsi domenicali furono accorpati all'interno delle scuole serali.

## Nel mondo

### Italia
La legge 13 novembre 1859, n. 3725 (cosiddetta legge Casati dal nome del suo relatore Gabrio Casati) fu la prima legge organica per la scuola italiana in tutti i suoi ordini e gradi, non mostrò sufficiente attenzione alle scuole serali, che, furono organizzate ed istituite quasi sempre sotto forma di corsi popolari fino agli inizi del Novecento.
Con la legge 8 luglio 1904 n. 407 (detta legge Orlando), si indicò l'organizzazione di scuole serali e festive per il recupero di semianalfabeti, e, successivamente con la Legge Credaro del 4 giugno 1911, aumentò l'attenzione dello Stato verso l'educazione, mentre le competenze delle scuole serali per adulti e analfabeti furono trasferite definitivamente allo Stato.
La corposa riforma Gentile del 1923, composta da numerosi atti legislativi che furono successivamente raccolti in testo unico, pur ponendo l'attenzione verso la riorganizzazione della scuola di Stato in una scuola modello e selettiva, lasciò ai privati il compito di provvedere ai meno capaci, senza prevedere alcuna iniziativa rivolta verso le scuole serali. Nella "carta della scuola", approvata nel 1939 dal gran consiglio del fascismo su proposta del Ministro Giuseppe Bottai, non vi era nessuna menzione della scuola serale, e dell'educazione della popolazione adulta.
Nel dopoguerra e durante tutto il periodo di ricostruzione, l'istruzione degli adulti è stata abbandonata a se stessa. In questo periodo svolse un ruolo straordinario il maestro Alberto Manzi con la sua trasmissione televisiva, prodotta dalla RAI e dal Ministero della Pubblica Istruzione, "Non è mai troppo tardi", andata in onda nelle ore serali fino al 1968.
Occorrerà attendere l'inizio degli anni '70 per assistere all'attuazione di misure rivolte all'istruzione e alla educazione di persone adulte in condizioni di svantaggio e di disagio socioeconomico. A seguito della Legge n. 300 del 20/5/1970 denominata "Statuto dei diritti dei lavoratori", furono istituite nuove scuole serali pubbliche per il recupero e l'alfabetizzazione culturale di "lavoratori studenti". Con i Decreti Delegati le competenze delle scuole serali passarono ai consigli d'istituto e ai provveditorati agli studi. A partire dal 1973/74 la durata sessennale di alcuni corsi di studio serali nella scuola secondaria superiore passò a cinque anni, mentre per quanto riguarda l'istruzione primaria furono attivati i primi corsi finalizzati al conseguimento di un titolo di studio (licenza media). Questi corsi si svolgevano e si svolgono secondo un piano di studi sviluppato in 150 ore che coinvolge il livello dell'istruzione primaria, e al termine del percorso didattico l'allievo assolve l'obbligo scolastico, conseguendo la licenza media.
Parallelamente alla diffusione dei corsi serali ad indirizzo primario istituiti presso i centri territoriali permanenti (CTP), si è diffusa la presenza sul territorio nazionale di scuole serali pubbliche di ordine superiore di secondo grado, in ogni indirizzo e specializzazione (licei, istituti magistrali, istituti d'arte, tecnici e professionali).
Gli studenti lavoratori che frequentano le scuole serali di secondo grado, al termine dei rispettivi percorsi di studio, conseguono, previo superamento dell'esame di Stato, il diploma di scuola media superiore (se il corso è della durata quadriennale o quinquennale), il diploma di qualifica professionale (se il percorso è biennale o triennale).
Negli anni novanta il processo di educazione degli adulti (EDA), sotto la spinta delle indicazioni proposte e sollecitate, a tutti i livelli e in tutte le sedi, dall'Unione europea, si è evoluto, trasformandosi in apprendimento permanente, cioè in un processo di apprendimento orientato lungo l'intero arco della vita.
Con la "Carta di Lisbona" l'obiettivo diventa quello di permettere alla popolazione adulta non solo di conseguire un titolo di studio ma anche di ampliare e padroneggiare i contenuti dell'apprendimento per far fronte ai continui cambiamenti della società. Di conseguenza, il target delle scuole serali ha subìto un cambiamento, passando da obiettivi originariamente indirizzati alle fasce deboli della popolazione, comunque prioritari, ad obiettivi rivolti all'insieme della popolazione, anche attraverso l'uso delle nuove tecnologie, dell'educazione a distanza (e forme di educazione di tipo misto distanza/presenza definita come apprendimento misto.
Pertanto, si può affermare che le scuole serali rappresentano un'importante conquista civile e sociale, e che hanno svolto e svolgono un ruolo necessario e rilevante non solo per gli adulti che intendono continuare a studiare, ma anche e soprattutto per la riqualificazione professionale di lavoratori, disoccupati, inoccupati, casalinghe ed extracomunitari, in un quadro di più ampio respiro orientato ad uno stato sociale maggiormente incentrato verso il mondo del lavoro e la ricerca di una occupazione.

## Alcuni personaggi noti che hanno frequentato scuole serali
- Mario Ridolfi, architetto
- Franco Cosimo Panini, editore
- Luciano Fantuzzi, industriale
- Roberto Bolle, ballerino
- Umberto Ambrosoli, avvocato e uomo politico
- Carlo Carrà, pittore